# William Bellinger Bulloch
Pour les articles homonymes, voir Bullock.
Cet article possède un paronyme, voir William Bullock.
William Bellinger Bulloch (1777, Savannah - 6 mai 1852, Savannah) est un homme politique américain.

## Biographie
Fils d'Archibald Bulloch, il est élu membre du Sénat des États-Unis en 1813.
Il meurt en 1852 à Savannah et est enterré dans le cimetière de Laurel Grove de la ville.